# Hotel di lusso
Hotel di lusso (Hotel de lux) è un film del 1992 diretto da Dan Pița.